# Кукас (станция)
Ку́кас (латыш. Kūkas) — железнодорожная станция на линии Крустпилс — Резекне II. Находится на территории Кукской волости Крустпилсского края в Латгалии, Латвия. Восточнее станции расположено село Кукас.

## История
Станция открыта в 1925 г. под названием «Куки». В 1936 г. на болоте Дрикснас, невдалеке от станции, начали разработку торфа и от болота до станции Кукас проложили узкоколейный путь. Возле посёлка Куку было устроено депо узкоколейки. Позже, в советское время, была построена целая сеть узкоколейных путей, уходящая дальше на юг, к болоту Вилку. До наших (2015 г.) дней все эти узкоколейные пути не сохранились.